# Phù Linh
Phù Linh là một xã thuộc huyện Sóc Sơn, thành phố Hà Nội, Việt Nam.
Xã có diện tích 14,05 km², dân số năm 1999 là 7.817 người, mật độ dân số đạt 556 người/km².
Quần thể di tích Đền Sóc - Chùa Non Nước nằm gọn trong địa phận xã này.